# Ángel Manero Campos
Ángel Manuel Manero Campos (San Vicente de Cañete, 7 de mayo de 1976) es un ingeniero agroindustrial peruano. Es el actual ministro de Desarrollo Agrario y Riego desde el 1 de abril del 2024; en el gobierno de Dina Boluarte.

## Biografía
Nació el 7 de mayo de 1976, en la ciudad peruana de San Vicente de Cañete.
Cursó sus estudios escolares en su ciudad natal. Ingresó luego a la Universidad Nacional de Ingeniería para estudiar la carrera de Ingeniería de sistemas pero luego pasó como becado a la Universidad San Ignacio de Loyola para estudiar la carrera de Ingeniería agroindustrial. Tiene también una maestría en Administración de Agronegocios en la Universidad ESAN y siguió cursos de especialización en la Universidad del Pacífico.

### Trayectoria
Ha sido gerente de operaciones de Sunshine Export, director nacional del Banco Agropecuario, director general de Negocios Agrarios del Ministerio de Desarrollo Agrario y Riego en 2016, director nacional de Promoción de Negocios en Sierra Exportadora, entre otros cargos.
Es fundador de la Agencia Agraria de Noticias y de la Red Peruana de Agronegocios. También se ha desempeñado como conferencista nacional e internacional sobre temas agrarios.

### Ministro de Estado
El 1 de abril del 2024, fue nombrado y juramentado por la presidenta Dina Boluarte como ministro de Desarrollo Agrario y Riego, reemplazando a la abogada Jennifer Contreras y formando parte del gabinete ministerial presidido por Gustavo Adrianzén. Sin embargo, su nombramiento fue cuestionado debido a que Manero tenía militancia en el Partido Morado, cuya posición ideológica es opositora al gobierno de la presidenta Boluarte. Posteriormente fue sometido a disciplina partidaria.
Dentro de su gestión como ministro, logró posicionar el “Día Internacional de la Papa” ante la Organización de las Naciones Unidas como fecha de celebración.

## Controversias
Se mediatizó sus declaraciones respecto al hambre en el Perú en un contexto de alta inseguridad alimentaria. El 10 de agosto del 2024, Manero afirmó en una conferencia de prensa que "En el Perú no se pasa hambre. Hasta en el último pueblo se come de manera contundente".Sin embargo, la FAO ha señalado que el Perú es el país con la Inseguridad Alimentaria más alta de Suramérica. Al 2024, el 51% de peruanos (17.6 millones) no puede garantizar sus comidas del día y  el 20% de la población peruana (6 millones) no consumen alimentos diariamente con cierta recurrencia. 